# Сева, Харнахал Сингх
Харнахал Сингх Сева (англ. Harnahal Singh Sewa, 29 октября 1946, Федерированные Малайские Государства) — малайзийский хоккеист (хоккей на траве), нападающий.

## Биография
Харнахал Сингх Сева родился 29 октября 1946 года в Малайзии.
Играл в хоккей на траве за «Килат».
В 1968 году вошёл в состав сборной Малайзии по хоккею на траве на Олимпийских играх в Мехико, занявшей 15-е место. Играл на позиции нападающего, провёл 8 матчей, забил 1 мяч в ворота сборной Мексики.
В 1972 году вошёл в состав сборной Малайзии по хоккею на траве на Олимпийских играх в Мюнхене, занявшей 8-е место. Играл на позиции нападающего, провёл 9 матчей, забил 1 мяч в ворота сборной Уганды.